# Casa de Flandra

Blazonul conților de Flandra

Casa de Flandra (în latină Balduini Baudouinides Boudewijns) a fost o dinastie care a condus Comitatul Flandra între anii 862 și 1119 și din nou între 1191 și 1280. De asemenea, dinastia numită și Balduini, a condus Comitatul Hainaut între 1051 și 1280 și Comitatul Namur între 1188 și 1212. Doi dintre împărații Imperiului Latin de Constantinopol au aparținut acestei dinastii (între 1204 și 1216).

## Istoric

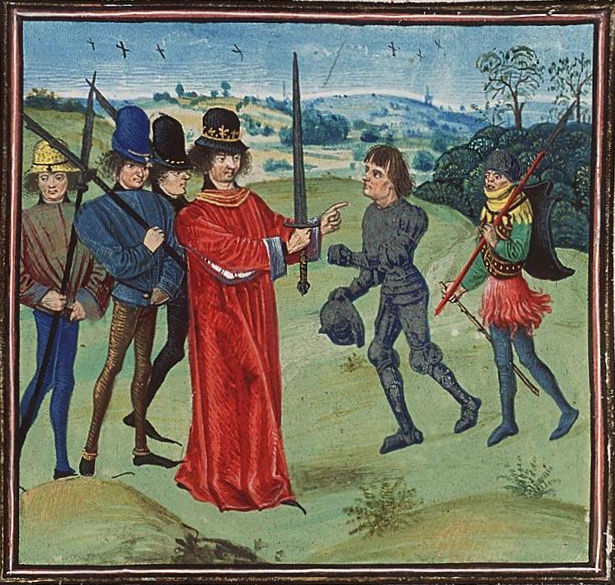
În jurul anului 863 regele Carol cel Pleșuv l-a înfeudat pe ginerele său, Balduin I cu Comitatul Flandra (ilustrație din secolul al XV-lea)

Casa de Flandra a fost una dintre primele familii ale nobilimii france care a primit un teritoriu ce urma să fie moștenit ereditar. Dinastia a fost fondată de Balduin I, căsătorit cu Iudita, fiica regelui Carol cel Pleșuv al Franciei Occidentale și împărat al Sfântului Imperiu Roman (din Dinastia Carolingiană). Începând din 1051 Casa de Flandra a stăpânit și Comitatul Hainaut prin Balduin al VI-lea. Familia a deținut pentru o scurtă perioadă de timp, de asemenea, Comitatul Namur (1188–1212).
Stăpânirea dinastiei asupra Flandrei s-a încheiat inițial în 1119 odată cu moartea lui Balduin al VII-lea, dar în 1191 a recâștigat comitatul prin Balduin al VIII-lea al Flandrei (cunoscut și ca Balduin al V-lea de Hainaut).
Familia a atins un alt apogeu odată cu Cruciada a patra, când membrii ei au devenit împărați ai Imperiului Latin de Constantinopol între 1204 și 1216, iar soțul și fiii surorii celor doi împărați au domnit până în 1261.
Casa de Flandra s-a stins în 1280, odată cu moartea contesei Margareta a II-a.

## Genealogie

### De la Balduin I la Balduin al V-lea
Balduin I (d. 879) conte de Flandra; căsătorit în 862 cu Iudita (d. 870), fiica împăratului Carol cel Pleșuv, văduvă a Ethelwulf, rege al Wessex-ului, (d. 858);
1. Balduin al II-lea cel Pleșuv (n.c. 863/865–d. 918) l-a succedat pe tatăl său în 879; căsătorit în 884 cu Aelftrud de Wessex (d. 929), fiica regelui Alfred cel Mare (Casa Wessex);
  1. Arnulf I (n. 885/890–964), conte de Flandra din 918; căsătorit a doua oară în 934 cu Adele de Vermandois (n. 910/915–d. 960), fiică a contelui Herbert al II-lea;
    1. Hildegard (n.c. 934–d. 990), căsătorită în jurul anului 940 cu contele Dirk al II-lea al Frislandei De Vest (d. 988);
    2. Luitgard (n. 935–d. 762), căsătorită în jurul anului 950 cu contele Wichmann de Hamaland (după 973);
    3. Ekbert (d. înainte de 10 iulie 953);
    4. Balduin al III-lea (n.c. 940–d. 962/958), conte de Flandra, căsătorit în 961 cu Mathilda de Saxonia (d. 1008), fiica ducelui Herman de Saxonia, și din nou în jurul anului 963 cu Godefroi I de Verdun (d. după 995);
      1. Arnulf al II-lea (n. 961/962–d. 987), conte de Flandra din 964; căsătorit în jurul anului 968 cu Rozala de Italia (n. 950/960–d. 1003), fiica regelui Berengar al II-lea alItaliei;
        1. Mathilda (d. înainte de 995);
        2. Balduin al IV-lea (n.c. 980–d. 1035), conte de Flandra din 987; căsătorit în jurul anului 1012 cu Otgiva de Luxemburg (d. 1030), fiică a contelui Frederic, și apoi cu Eleonora de Normandia, fiica ducelui Richard al II-lea;
          1. Balduin al V-lea (n.c. 1013–d. 1067), conte de Flandra din 1035, între 1060 și 1067 regent al Franței; căsătorit în jurul anului 1028 cu Adela de Franța (d. 1079) – (vezi descendenții mai jos);
          2. Iudita (n.c. 1030–d. 1094), căsătorită înainte de 1051 cu Toste Godwinsson (din 1055 conte de Northumbrian) și apoi în jurul anului 1070 cu ducele Welf I al Bavariei (d. 1101);

    5. Elftrude, căsătorită cu Siegfried de Guînes (d.c. 965);

  2. Adelolf, conte de Boulogne din 918;
    1. un fiu (d. 962);
    2. Arnulf al II-lea (d.c. 972), conte de Boulogne;:
    3. Balduin Baldzo (d. 973), fiu natural;

  3. Ealswid
  4. Ermentrud
2. Rudolf (d. 896), conte de Vermandois;
  1. o fiică - a fost căsătorită cu contele Isaac de Cambrai (d. 948).

### Balduin al V-lea până la Balduin al VII-lea și conții de Hainaut
Balduin al V-lea (n.c. 1013–d. 1067), conte de Flandra din 1035, regent al Franței între 1060 și 1067; căsătorit în jurul anului 1028 cu Adela de Franța (d. 1079; vezi strămoșii mai sus);
1. Balduin al VI-lea (n.c. 1030–d. 1070), a devenit conte de Hainaut în jurul anului 1055, din 1045 a fost margraf de Anvers și din 1067 conte de Flandra; căsătorit în jurul anului 1055 cu Richilde, moștenitoarea Comitatului Hainaut (d. 1086);
  1. Arnulf al III-lea (n.c. 1055–d. 1071), conte de Flandra din 1070;
  2. Balduin al II-lea (n.c. 1056–d. 1098), conte de Hainaut din 1071; căsătorit în 1084 cu Ida de Leuven, fiică a contelui Henric al II-lea;
    1. Ida (n.c. 1085–d. după 1101), căsătorită în jurul anului 1100 cu Thomas de Coucy (d. 1130/1131);
    2. Balduin al III-lea (d. 1120), conte de Hainaut din 1098, căsătorit cu Iolanta de Geldern, fiică a contelui Gerard I de Geldern;
      1. Balduin al IV-lea (n.c. 1110–d. 1171), conte de Hainaut din 1120; căsătorit în jurul anului 1130 cu Alice de Namur (d. 1169), fiică a contelui Godefroi I (vezi descendenții mai jos);
      2. Gerhard (d. 1166), căsătorit cu Hedwiga de Dale, fiică a contelui Hermann al II-lea de Calvelage (descendenții lor au fost conți de Dale);
      3. Gertruda, căsătorită înainte de 9 august 1138 cu Roger al III-lea de Tosny (d. 1162);
      4. Richilda căsătorită cu Thierry d ' Avesnes și apoi cu Everard al II-lea de Tournai (atestat 1135/1159);

    3. Arnulf, căsătorit cu Beatrice de Ath, fiica lui Walter și Ade de Roucy;
    4. Ludovic (menționat în 1096);
    5. Henric (menționat în 1096);
    6. Simon, 1096 Canon în Liege;
    7. William (d. după 1117);
    8. Richilda (n.c. 1095–d. 1118), căsătorită cu Amaury al III-lea de Montfort;
    9. Aelidis (atestată în 1132/1153), căsătorită cu Nicolae al II-lea de Rumigny;

  3. Agnes (menționată în jurul anului 1171);
2. Matilda (n.c. 1032–d. 1083), căsătorită în 1053 cu ducele Wilhelm al II-lea de Normandia, devenit în 1066 rege al Angliei (d. 1087);
3. Robert I (n.c. 1035–d. 1093), din 1062 conte de Olanda și din 1071 conte de Flandra; căsătorit în 1063 cu Gertruda de Saxonia (d. 1113), fiica ducelui Bernhard al II-lea de Saxonia, văduvă a contelui Floris I al Olandei:
  1. Robert al II-lea (d. 1111), din 1086 conte de Flandra (împreună cu tatăl său) și din 1093 conte de Flandra; căsătorit înainte de 1092 cu Clemence (d. 1133), fiica ducelui Wilhelm I de Burgundia;
    1. Balduin al VII-lea (n. 1093–d. 1119), din 1111 conte de Flandra; căsătorit în 1110 cu Havide, fiica lui Alain al IV-lea de Bretania;
    2. William (n. 1094–d. 1109);
    3. un fiu (n. 1095);

  2. Philip van Loo (d. 1127)
    1. William de Ypres (fiu natural; n.c. 1104–d. 1162 sau 1164), primul conte de Kent;

  3. Adela (d. 1115), căsătorită după 1080 cu regele Knut al IV-lea al Danemarcei (d. 1086), apoi în 1090 cu Roger Borsa, duce de Apulia (d. 1111);
    1. Carol I (n.c. 1084–d.c. 1127), conte de Flandra din 1119; căsătorit în jurul anului 1119 cu Margareta, fiică a contelui Renaud al II-lea de Clermont; recăsătorit cu Adela de Vermandois;

  4. Gertruda (d. 1115/1126), căsătorită cu contele Henric al III-lea de Leuven (d. 1095), apoi cu ducele Dietrich al II-lea de Lorena;
  5. Otgiva, stareță în Mănăstirea din Mesen (1101–1127);
  6. Balduin (d. înainte de 1080).

### Împărați ai Constantinopolului
Balduin al IV-lea (n.c. 1110–d. 1171), conte de Hainault din 1120; căsătorit în jurul anului 1130 cu Alice de Namur (d. 1169), fiică a contelui Godefroi I (strămăoșii săi - mai sus);
1. Iolanda (n. 1131–d.c. 1202), căsătorită în 1151/1152 cu Ives al II-lea de Nesle, din 1141 conte de Soissons (d. 1178); recăsătorită în 1179 cu contele Hugo al IV-lea de Saint-Pol (d.1205);
2. Balduin (n.c. 1134–d. 1147/1150)
3. Laurette (d. 1181), căsătorită cu Dietrich de Aalst (d. 1166) și în 1173 cu Bouchard al IV-lea de Montmorency (d. 1189);
4. Agnes (n.c. 1140/1145–d. 1168/1173), căsătorită înainte de 1164 cu Raoul I de Coucy (d. 1191 în Cruciada a Treia la asediul cetății Acra);
5. Gottfried (n. 1147–d. 1163), a devenit conte de Ostervant; căsătorit (probabil) cu contesa Eleonora de Vermandois-Valois în 1183 (n. 1152–d. după 1221), fiică a contelui Raoul I le Vermandois;
6. Balduin al V-lea (n. 1150–d. 1195), conte de Hennegau din 1171, conte de Namur din 1190, conte de Flandra din 1191; căsătorit în 1169 cu Margareta de Lorena (d. 1194), fiică a contelui Thierry de Alsacia;
  1. Isabella (n. 1170–d. 1190), contesă de Artois din 1180; căsătorită în 1180 cu regele Filip al II-lea al Franței;
  2. Balduin al VI-lea (IX) (n. 1171–d. 1205), conte de Flandra din 1194, conte de Hainaut din 1195 și din 1204 împărat al Constantinopolului; căsătorit în 1186 cu Maria de Champagne (n. 1174–d. 1204), fiică a contelui Henric I de Champagne;
    1. Ioana (n. 1200–d. 1244), contesă de Hainaut și Flandra din 1205; căsătorită în 1212 cu Ferdinand de Portugalia (d. 1233); recăsătorită în 1237 cu contele Toma al II-lea de Savoia (d. 1259);
    2. Margareta a II-a (n. 1202–d.1280), contesă de Hainaut și Flandra din 1244; căsătorită în 1212 (divorțată în 1221) cu Bouchard al IV-lea de Avesnes (d. 1244); recăsătorită în 1223 cu Wilhelm al II-lea de Dampierre (d. 1231);

  3. Filip I (n. 1175/1176–d. 1212), margraf de Namur din 1196, regent în Flandra (1200–1112); căsătorit în 1210 cu Maria de Franța (n. 1198–d. 1224), fiica regelui Filip al II-lea al Franței;
  4. Iolanda (n. 1175–d. 1219); căsătorită în 1194 cu Petru al II-lea de Courtenay și Nevers (din 1216 împărat al Constantinopolului; d. după iunie 1219);
  5. Henric (n. 1176–d. 1216), împărat al Constantinopolului din 1206; căsătorit în 1207 cu Agnes de Montferrat (d. 1208), fiica margrafului Bonifaciu I; recăsătorit în 1209 Maria de Bulgaria, fiica țarului Ioniță Caloian;
  6. Sibylle (d. 1217), căsătorită în 1195 cu Guichard al IVlea de Beaujeu;
  7. Eustach (d. după 1217), regent în Regatul Salonicului între 1209 și 1216; căsătorit în 1209 cu fiica lui Mihail I Comnen Duca, despot al Epirului din dinastia Angelos;
  8. Gottfried (fiu natural, mamă necunoscută), din 1196 ecleziast în Brügge, Cambrai, Mechelen, Douai;
7. Henric (d. după 1207), signor de Sebourg; căsătorit cu Ioana de Petegem, fiica lui Johann I de Petegem-Cysoing; recăsătorit cu o anume Anastasia (menționată în 1205);
  1. Balduin (a murit în copilărie);
  2. Filip, signor de Sebourg; căsătorit cu o fiică a lui Alard d'Estrépy[1]
  3. Sibylle, din 1205 călugăriță în Ghislenghien;
  4. Iolanda, din 1205 călugăriță în Ghislenghien;
8. Wilhelm (menționat în 1192/1213), regent în Hainaut din 1204.